# Йожеф Зіліші
Йожеф Зіліші (угор. Zilisy József, нар. 21 лютого 1899, Будапешт — пом. 2 березня 1982, Аккуї-Терме) — угорський футболіст, що грав на позиції нападника. По завершенні ігрової кар'єри — тренер, навищим результатом якого стало чемпіонство Франції з «Марселем».

## Ігрова кар'єра
У дорослому футболі виступав за «Будапешт» (нині — «Ференцварош»), «1. ФК Катовіце» та «Адміра» (Відень).
1929 року уклав контракт з італійським «Міланом», у складі якого провів наступний рік своєї кар'єри гравця, проте зіграв лише в одному матчі чемпіонату.
Завершив професійну ігрову кар'єру у клубі «Каррарезе», в якому протягом 1930—1931 років був граючим тренером.

## Кар'єра тренера
Розпочав повноцінну тренерську кар'єру 1932 року, очоливши тренерський штаб клубу «Ареццо», після чого згодом працював з «Беневенто» та «Пістоєзе».
1937 року Зіліші повернувся на батьківщину, тренував «Сегед», але наступного року повернувся до Італії, де працював з «Самбенедеттезе», «Скіо 1905» та «Карпі».
1942 року став головним тренером команди «Комо», але тренував команду з Комо лише один рік.
Згодом протягом 1943—1944 років очолював тренерський штаб французької «Тулузу».
Після війни 1947 року прийняв пропозицію попрацювати у «Марселі», з яким в першому ж сезоні виграв чемпіонат Франції. Залишив команду з Марселя 1949 року.
У 1953—1954 роках знову очолював «Самбенедеттезе».
Останнім місцем тренерської роботи був клуб «Марсель», головним тренером команди якого Йожеф Зіліші знову був протягом 1958 року.
Помер 2 березня 1982 року на 84-му році життя у місті Аккуї-Терме.

## Титули і досягнення

### Як тренера
- Чемпіон Франції (1):

«Марсель»: 1947–1948